# Muntiacus gongshanensis
Muntiacus gongshanensis är en däggdjursart som beskrevs av Ma 1990. Muntiacus gongshanensis ingår i släktet Muntiacus och familjen hjortdjur. Internationella naturvårdsunionen kategoriserar arten globalt som otillräckligt studerad. Inga underarter finns listade i Catalogue of Life.
Arten liknar de andra muntjakerna i sin allmänna kroppsbyggnad. Den väger vanligen 18 till 20 kg och i sällsynta fall upp till 24 kg. Honor är med en mankhöjd av 57 till 61 cm något större men ofta smalare än hanar. De senare blir 47 till 52 cm höga. Pälsens färg på ovansidan varierar mellan mörkbrun och kastanjebrun. Hanar har korta stånghorn som ofta är gömda i en hårtofs. Enligt en annan källa finns inga hårtofsar på huvudets topp. Individerna blir 95 till 105 cm långa (huvud och bål) och har en 9 till 16 cm lång svans. Jämförd med Muntiacus crinifrons är den svarta skuggan på bålen inte lika tydlig, svansen kortare och hovarna längre. Arten har vita märken över hovarna som påminner om sockor.
Detta hovdjur förekommer i den kinesiska provinsen Yunnan och i angränsande områden av Myanmar. Troligen lever den även i östra Tibet. Fotografier av muntjaker som togs i Laos och Vietnam kan föreställa denna art eller en nära släkting. Muntiacus gongshanensis lever i bergstrakter mellan 900 och 3000 meter över havet. Habitatet utgörs av bergsskogar med barr- och lövträd.
Levnadssättet antas vara lika som hos de andra arterna i släktet Muntiacus.